# América Futebol Clube (Pedrinhas)
O América Futebol Clube é um clube de futebol brasileiro, da cidade de Pedrinhas, no estado de Sergipe. Suas cores são o vermelho e o branco. Utiliza o Estádio Roberto Silva Alves para mando de seus jogos na cidade de Pedrinhas.

## História
O clube foi fundado em 1953 como América Esporte Clube, mudando para América Futebol Clube em 2018 quando profissionalizou-se, é o mais novo clube profissional do estado. Disputou a Série A2 de 2018 e foi campeão em 2019 de forma invicta, conquistando o direito de participar do Campeonato Sergipano de 2020. Foi um dos 3 estreantes em 2018 na Série A2 (juntamente com Desportiva Barra e Santa Cruz).
Em 2020 o clube foi lanterna do campeonato mas não foi rebaixado e mantido.
Em 2021 foi rebaixado no Campeonato Sergipano.

## Títulos
Campeão Invicto

### Futebol Masculino
| ESTADUAIS | ESTADUAIS                       | ESTADUAIS | ESTADUAIS  |
|           | Competição                      | Títulos   | Temporadas |
| --------- | ------------------------------- | --------- | ---------- |
|           | Campeonato Sergipano - Série A2 | 1         | 2019       |